# Cluysenaer
Cluysenaer is een Belgisch bier van hoge gisting.
Het bier wordt gebrouwen in De Proefbrouwerij te Hijfte in opdracht van Brouwerij Cluysenaer te Kluizen. Dit bier werd de eerste maal gebrouwen ter gelegenheid van de ambachtenmarkt in 2002 te Kluizen. Het verwijst tevens naar de inwoners van Kluizen (volgens de oude schrijfwijze Cluysen). Sinds september 2011 is er ook een donkere versie.

## Varianten
- Cluysenaer amber, amberkleurig bier met een alcoholpercentage van 7% (16° Plato).
- Cluysenaer Cuvée Noir, bruin bier met een alcoholpercentage van 8% (16,5° Plato).